# GTF2H5
GTF2H5‏ (General transcription factor IIH subunit 5) هوَ بروتين يُشَفر بواسطة جين GTF2H5 في الإنسان.